# Hardcore Justice (2012)
L’édition 2012 de Hardcore Justice est une manifestation de catch professionnel télédiffusée et visible uniquement en paiement à la séance. L'événement, produit par la Total Nonstop Action Wrestling (TNA), s'est déroulé le 15 août 2012 à Orlando, en Floride. Il s'agit de la troisième édition de Hardcore Justice.
Sept matchs, dont trois mettant en jeu les titres de la fédération, ont été programmés. Chacun d'entre eux est déterminé par des storylines rédigées par les scénaristes de la TNA ; soit par des rivalités survenues avant le pay-per-view, soit par des matchs de qualification en cas de rencontre pour un championnat.

## Contexte
Les spectacles de la Total Nonstop Action Wrestling en paiement à la séance sont constitués de matchs aux résultats prédéterminés par les scénaristes de la TNA. Ces rencontres sont justifiées par des storylines — une rivalité avec un catcheur, la plupart du temps — ou par des qualifications survenues dans les émissions de la TNA telles que TNA Xplosion et TNA Impact!. Tous les catcheurs possèdent un gimmick, c'est-à-dire qu'ils incarnent un personnage gentil ou méchant, qui évolue au fil des rencontres. Un pay-per-view comme Hardcore Justice est donc un événement tournant pour les différentes storylines en cours.

### Austin Aries contre Bobby Roode
Après avoir perdu son titre contre Austin Aries a Destination X,Bobby Roode demande un match revanche pour le titre contre Austin Aries et le GM Hulk Hogan annonce que le match revanche entre Roode et Aries est annoncée pour Hardcore Justice.Ensuite le Gm par interimaire Sting rajoute dans le contract du match entre Roode et Aries que si Roode gagne,Aries n'aura pas de revanche pour le titre tant que Roode est champion et si Aries gagne,Roode n'aura pas de revanche pour le titre tant que Aries est champion

## Tableau des matchs
| #                                                                | Match,                                                     | Stipulation                                                                                                  | Durée |
| ---------------------------------------------------------------- | ---------------------------------------------------------- | --- | ----- |
| 1                                                                | Zema Ion (c) bat Kenny King                                | Match simple pour le Championnat du X division                                                               | 11:06 |
| 2                                                                | AJ Styles bat Christopher Daniels & Samoa Joe & Kurt Angle | Fatal Four WayLadder Match pour le Bound for Glory Series. Le vainqueur remporte 20 points.                  | 26:22 |
| 3                                                                | Bully Ray bat James Storm & Jeff Hardy & Robbie E          | Fatal Four WayTables Match pour le Bound for Glory Series. Le vainqueur remporte 20 points.                  | 13:45 |
| 4                                                                | Devon (c) bat Kazarian                                     | Match simple pour le TNA Television Championship                                                             | 8:33  |
| 5                                                                | Rob Van Dam bat Magnus & Mr Anderson                       | Fatal Four Way Falls Count Anywhere Match pour le Bound for Glory Series. Le vainqueur remporte 20 points. * | 9:14  |
| 6                                                                | Chavo Guerrero et Hernandez battent Gunner et Kid Kash     | Tag team match                                                                                               | 9:24  |
| 7                                                                | Madison Rayne bat Miss Tessmacher (c)                      | Match simple pour le Championnat féminin des Knockouts de la TNA.                                            | 5:56  |
| 8                                                                | Austin Aries (c) bat Bobby Roode                           | Match simple pour le championnat du monde poids lourds de la TNA.                                            | 24:36 |
| (c) désigne le(s) champion(s) défendant son titre dans le match. |                                                            | |       |

- "The Pope" D’Angelo Dinero ne pourra pas participer à son match à la suite d'une attaque par les AcesAnd8s